# María Rosa de Gálvez
María Rosa de Gálvez, también conocida como María Rosa Gálvez de Cabrera (Málaga, 14 de agosto de 1768-Madrid, 2 de octubre de 1806), fue una poetisa y dramaturga española de la Ilustración y el Neoclasicismo.

## Biografía
María Antonia Rosalía de Gálvez y Ramírez nació el 14 de agosto de 1768 en Málaga. Fue entregada a la Casa de Expósitos de Ronda y recogida con posterioridad por Antonio de Gálvez y Gallardo, coronel del ejército, y Mariana Ramírez de Velasco, casados en 1750 en Macharaviaya, un pueblo de la provincia, de donde ambos eran oriundos, y que no tuvieron hijos propios. Según parece, era hija natural de aquel. Adoptada legalmente a los 18 años, en su certificado de adopción consta su edad y que era vecina de Málaga, pero no se indica ni la fecha ni el lugar de nacimiento, solo que los Gálvez se habían hecho cargo de su crianza y educación desde su infancia.
Su padre provenía de una familia dedicada a la política, fue sobrina de Matías de Gálvez y Gallardo, militar y político, de José de Gálvez y Gallardo, marqués de Sonora y ministro de Carlos III y I marqués de la Sonora y de Miguel de Gálvez y Gallardo, militar y político, y prima de Bernardo de Gálvez, virrey de Nueva España y I conde de Gálvez.
En 1787, inició una relación con José de Irisarri y Sarti, un oficial de Marina con quien tenía intención de casarse, hecho que no llega a producirse, aunque ella quedó embarazada. María Rosa, en su testamento del 21 de septiembre de 1799 declaró que tenía una hija natural: doña María Josefa de la Pastora Irisarri y Gálvez, habida con Don Josef Irisarri, siendo ambos solteros. En esos momentos su hija tenía diez años, pero no llegó a la vida adulta.
Contrajo matrimonio en julio de 1789 en Málaga con su primo lejano José Cabrera y Ramírez, teniente de Infantería y posteriormente capitán. El matrimonio se mudó quizá inmediatamente a Madrid, pues en 1790 aparece citado su nombre varias veces en el Diario de Jovellanos. El matrimonio tuvo una hija, Mariana de Cabrera y Gálvez, que no sobrevivió a la infancia.
Su padre falleció el 29 de diciembre de 1792 y su madre en 1793. El matrimonio emprendió una serie de pleitos por la sucesión de su padre y de su esposa contra sus primos. A finales de 1794, su marido acabó en prisión por amenazas “con armas prohibidas” contra Prudencio de Guadalfajara, conde de Castro-Terreño, marido de su prima María Josefa de Gálvez y Valenzuela. Casi arruinada por los juicios, al salir de prisión su marido no regresó con ella. En 1795 falleció su amiga Rita de Barrenechea en Madrid, a la que dedicó una elegía: La noche. Tras la separación de su marido, se produjo una reconciliación temporal que les llevó a fijar su residencia familiar en Cádiz el 2 de diciembre de 1796.

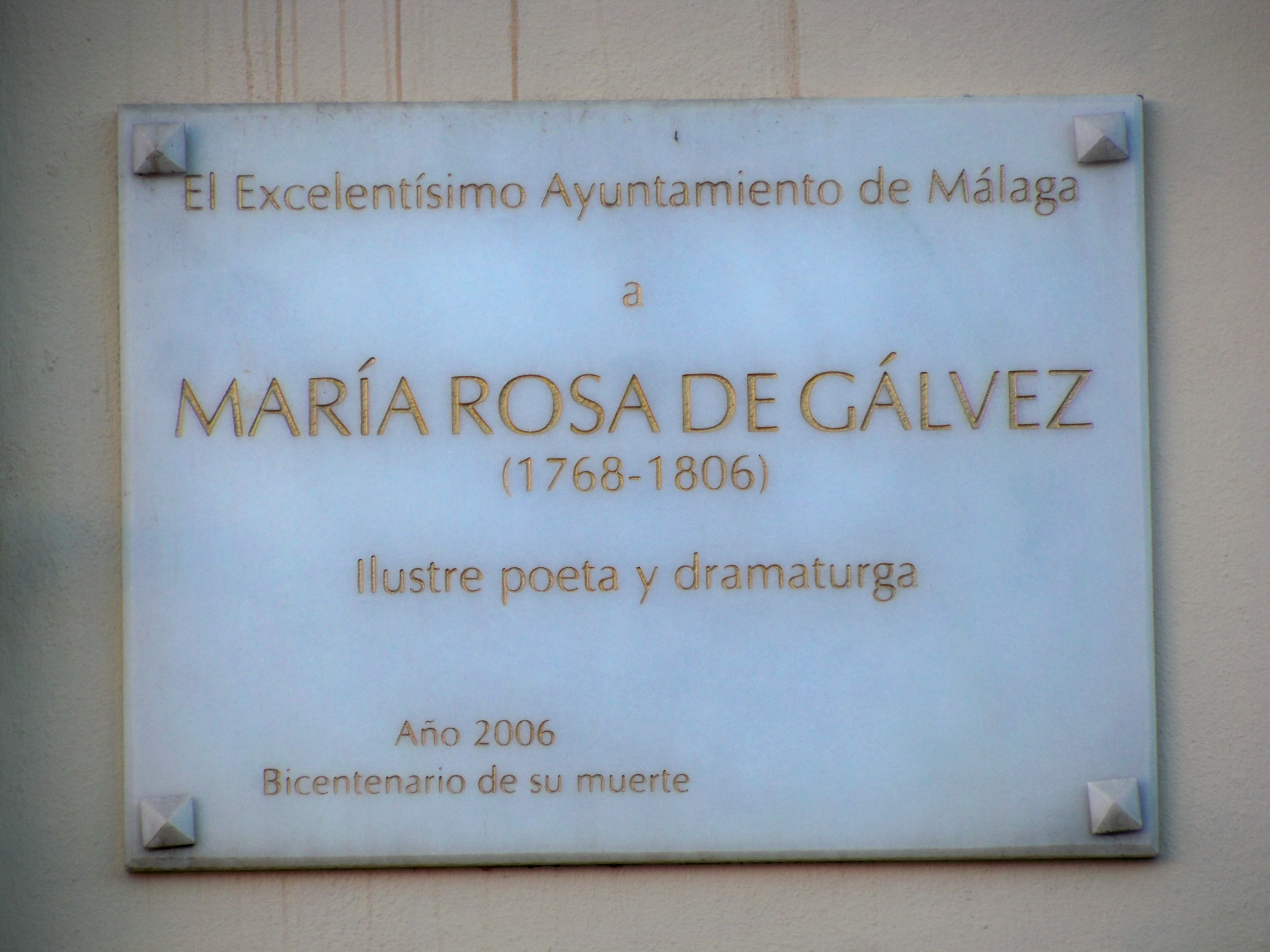
Placa conmemorativa dedicada a María Rosa de Gálvez en la plaza de la Merced.

Cuando su marido fue nombrado agregado de la legación de España en Estados Unidos, ella no le acompañó y en 1800 regresó a Madrid para instalarse definitivamente. Allí frecuentó los círculos intelectuales ilustrados y desarrolló una intensa actividad como escritora, volcada sobre todo en el teatro, el periodismo y la lírica. Colaboró así en Variedades de Ciencias, Literatura y Artes (1803-1805), la revista dirigida por Manuel José Quintana, con quien entabló una gran amistad, así como en La Minerva o El Revisor General. Su amistad con el primer ministro de Carlos IV, Manuel Godoy, que auspició la edición de los tres volúmenes de sus Obras poéticas (1804) por orden del ministro Pedro Cevallos Guerra en la Imprenta Real sin los abonos correspondientes, disparó los rumores de una relación amorosa con Godoy, y le valió los desaires del sector profernandino e ironías sobre la protección que Godoy extendió sobre ella, lo que afectó al juicio de su obra tanto como su condición de mujer y de separada.
Con grandes penurias económicas, falleció a los 38 años, el 2 de octubre de 1806 en Madrid, siendo enterrada en la iglesia de San Sebastián.

## Análisis de su obra
Su producción dramática se halla dentro del Neoclasicismo de los siglos XVIII y XIX, aunque, según Enrique del Pino, ya se ven componentes románticos en su obra: la exaltación trágica, la pugna del yo con el nuevo entorno, la búsqueda de escenarios exóticos y lejanos (Oriente, la Antigüedad), el deseo de libertad y autonomía.
Algo había en ella de moderno e independiente que inquietaba vagamente a sus contemporáneos varones y no podían entender; fue atacada por consideraciones ajenas a su mérito literario intrínseco (su feminismo, su independencia, su conducta moral ajena entonces a los valores de la época, su relación con Manuel Godoy); la crítica actual ha puesto su obra en su justo, digno y merecido lugar.
Sus circunstancias personales y sus planteamientos modernos le granjearon muchos enemigos. En la «Advertencia» del segundo volumen de sus Obras poéticas proclamó orgullosamente ser "la primera entre las españolas que se ha dedicado a este ramo de literatura [la tragedia]", y defendió el cultivo de la originalidad en el mismo a despecho de quienes imitaban, traducían, adaptaban y refundían constantemente modelos extranjeros o tradicionales. Compuso un total de 17 obras para el teatro: seis tragedias, tres comedias, cuatro obras breves, una zarzuela, y tres traducciones. Ocho de sus obras fueron representadas en Madrid durante los años de 1801-1805, y por lo menos dos volvieron a las tablas después de su muerte. Las obras representadas aparecían en los teatros principales del día, como el Príncipe y los Caños de Peral; los actores más famosos de la época, Isidoro Máiquez, por ejemplo, interpretaban los papeles de Gálvez. Su comedia Familia a la moda comenzó la temporada del teatro de los Caños de Peral en 1805. Las reseñas de sus obras salían publicadas en los periódicos más notables del fin del siglo XVIII en España, como el Memorial literario, instructivo y curioso de la corte de Madrid y Variedades de ciencias, literaturas y artes. 
Su tema más habitual es la conquista de la libertad, por lo cual se opone a los casamientos establecidos por los padres, como Moratín, o a la esclavitud, como en Zinda, o al sometimiento a ciegas pasiones, como en La delirante, o a los condicionantes del teatro tradicional como en Los figurones litearios, apoyando la reforma neoclásica.

Su punto de vista es femenino y aún feminista: la mujer, con todos sus sueños, deseos y frustraciones en un mundo dominado por el hombre. Un repaso de estos temas comprueba la alta «autoconsciencia femenina» de la dramaturga ilustrada. Para Daniel S. Whitaker
Teniendo en cuenta el teatro de María Rosa Gálvez, está claro hoy día que se cuenta entre las primeras mujeres del mundo hispano -como Sor juana Inés de la Cruz en el siglo anterior- que han contribuido al desarrollo de la autoconciencia de la mujer en la literatura.
Destacan los temas de la violación, la amistad femenina, la vista positiva de una sociedad matriarcal y, en la tragedia La delirante, la locura femenina. Otro tema que se repite en el teatro de Gálvez es el suicidio femenino (Safo, Florinda y Blanca de Rossi) como única salida para una sociedad injusta. Asimismo, las obras de Gálvez abogan por varios derechos específicos de la mujer: la necesidad de ayudar a la viuda (Ali-Bek); la opción para la esposa de separarse del marido que no cumple con sus responsabilidades de familia (El egoísta); el peligro del cortejo (El egoísta); el aspecto positivo del amor libre, fuera del sacramento del matrimonio (Safo); la crítica de la costumbre del serrallo (Ali Bek); el derecho de escoger marido (El egoísta, Los figurones literarios, Safo, Blanca de Rossi, La delirante, Un loco hace cien). En la obra titulada Florinda hace que la famosa Cava termine suicidándose mientras recrimina a su padre Don Julián ser causa de la pérdida de España. De La delirante es protagonista Leonor, hija de María Estuardo y casada con Lord Arlington, quien la mata traidoramente. Tanto estas tragedias como las restantes (Ali Bek, Blanca de Rossi y Zinda -que ataca la esclavitud-) están escritas en el habitual romance heroico o endecasílabo, y son bastante desordenadas. Escribió además un melólogo, Saúl, un drama trágico en un acto, Safo, y Bion, ópera lírica también en un acto.Tradujo tres obras del teatro francés, Catalina o la bella labradora, de tema sentimental y final moral, representada en el teatro de la Cruz, La intriga epistolar, en el mismo teatro y la opereta en verso Bion en el teatro de los Caños del  Peral.
Fue, entre los varios comediógrafos seguidores de Leandro Fernández de Moratín, quien más supo aproximarse a su modelo si exceptuamos a Francisco Martínez de la Rosa o Manuel Eduardo de Gorostiza. De sus cuatro comedias (Un loco hace ciento, que luego llegó a libreto de ópera; Catalina o la bella labradora, El egoísta y Los figurones literarios) esta última es la mejor y más característica; se trata de una imitación de La comedia nueva de Moratín en la que hay personajes muy bien caracterizados y representativos de la época como el erudito don Panuncio, el constructor mecánico don Cilindro, el anticuario don Epifanio y el poeta don Esdrújulo. El personaje principal, el erudito Panuncio, es víctima de los aduladores como en la pieza de Moratín. El personaje mejor tratado es el Barón de la Ventolera, desatentado galicista.
Algunos estudios sobre la autora afirmaron que ninguna de sus tragedias fue representada, a excepción de Ali-Bek a pesar de contar con el beneplácito de los censores y sus colegas, posiblemente  por miedo al fracaso de taquilla. Sin embargo, en 2024 se editó una compilación de sus tres tragedias Safo, Zinda y Blanca de Rossi y en el estudio preliminar a cargo de Fernando Doménech se acreditó el estreno de algunas de sus obras, con éxito de público y taquilla. En el año 1801 se estrenó como autora y traductora teatral con varias obras: Ali Bek y Un loco hace ciento en el Coliseo del Príncipe, su traducción de Catalina o la bella labradora de de Amélie Candelle y  su obra original Safo en el Coliseo de la Cruz.  En 1803 estrenó su traducción de la opereta Bión de François Benoit Hoffman en el Coliseo de los Caños del Peral. En 1805 estrenó La familia a la moda y Las esclavas amazonas, uno de sus mayores éxitos. En 1806, año de su muerte, estrenó su traducción La dama colérica o la dama impaciente de Ch. Etiénne en el Coliseo de los Caños del Peral.
En cuanto a su poesía lírica, Manuel José Quintana la juzgó de estilo claro y puro y de versificación fácil y fluida. La Oda en elogio de la Marina española y la titulada Viaje al Teyde, al estilo de Quintana, tienen trozos de espontánea y fácil inspiración. Otros destacan sus odas A la campaña de Portugal, A la Beneficencia (que dedicó a la condesa de Castroterreño) y A la campaña de Bonaparte en Italia. También son destacables su Descripción filosófica del Real Sitio de San Ildefonso, la poesía La noche y los versos sáficos A Quintana. 
Sus Obras poéticas, que pese a su título incorporan también las dramáticas, aparecieron en tres volúmenes (Madrid, Imprenta Real, 1804) y algunas de sus piezas teatrales se habían incorporado ya al volumen El teatro nuevo español (1801).

## Reconocimientos
- Actualmente da nombre a la biblioteca municipal de Macharaviaya.[11]

- En Málaga capital llevan su nombre una calle, un colegio público de infantil primaria y un aulario de la Universidad de Málaga.

- En 2006, coincidiendo con el bicentenario de su fallecimiento, el Ayuntamiento de Málaga le dedicó una placa conmemorativa en la plaza de la Merced.[12]

## Ediciones

### Obra original
- Ali-Bek. Tragedia original en cinco actos, Madrid, Benito García y Compañía, 1801, tomo V de Teatro Nuevo Español.
- Un loco hace ciento. Comedia en un acto en prosa para servir de fin de fiesta, Madrid, Benito García y Compañía, 1801, tomo V de Teatro Nuevo Español.
- Obras poéticas de Doña Rosa Gálvez de Cabrera, Madrid, Imprenta Real, 1804, 3 vols.
  - Volumen I
    - "La Campaña de Portugal. Oda al Príncipe de la Paz".
    - "La beneficencia. Oda a la Condesa de Castroterreño".
    - "Las campañas de Buonaparte. Oda".
    - "La poesía. Oda a un amante de las artes de imitación".
    - "Descripción filosófica del Real Sitio de San Ildefonso. Oda a Quintana".
    - "La vanidad de los placeres. Oda".
    - "En los días de un amigo de la autora. Oda".
    - "En elogio de la representación de la opereta intitulada «El delirio». Oda".
    - "La noche. Canto en verso suelto a la memoria de la señora Condesa del Carpio".
    - "A Quintana en elogio de su oda al océano. Versos sáficos".
    - "Descripción de la Fuente de la Espina en el Real Sitio de Aranjuez. Romance endecasílabo".
    - "A Licio. Silva moral".
    - "Despedida al Real Sitio de Aranjuez. Octavas".
    - "Bion. Ópera lírica en un acto, traducida del francés".
    - "El egoísta. Comedia original en tres actos".
    - "Los figurones literarios. Comedia en tres actos".

  - Volumen II
    - "Saúl. Escena trágica unipersonal".
    - "Safo. Drama trágico en un acto".
    - "Florinda. Tragedia en tres actos".
    - "Blanca de Rossi. Tragedia en cinco actos".

  - Volumen III
    - "Amnón. Tragedia original en cinco actos".
    - "Zinda. Drama trágico en tres actos".
    - "La delirante. Tragedia original en cinco actos".
- Las esclavas amazonas, manuscritos 16507 y 17196 de la Biblioteca Nacional de España y manuscrito 1-28-14 A y B de la Biblioteca Municipal de Madrid. 1805.
- La familia a la moda, Ms. Tea 173-4, Biblioteca Municipal de Madrid. 1805.
- «Viaje al Teyde», Variedades de Ciencias, Literatura y Artes, II. 17 (1805), pp. 301-308.
- Oda en elogio de la marina española, Madrid, Imprenta de Repullés, 1806.
- «Oda en elogio de las fumigaciones de Morvó, establecidas en España a beneficio de la humanidad, de orden del excelentísimo señor Príncipe de la Paz», Minerva o el Revisor General, III.52, 1806, pp. 3-10.
- Safo, drama trágico en un acto, Valencia, Imprenta de Estevan, 1813.
- Saúl, escena trágica unipersonal, Valencia, Imprenta de Estevan, 1813; Palma, Imprenta de Miguel Domingo, 1813.
- Safo y Faón o el Salto de Leucades, Cádiz, Imprenta de Romero, 1820.

### Traducciones
- Catalina, o la bella labradora. Comedia en tres actos, Madrid, Benito García y Compañía, 1801, (Teatro Nuevo Español, tomo V, pp. 233-352). Traducción de Catherine ou la belle fermière, comédie en trois acts et en prose, mêlée de chant (1793), de Amélie-Julie Candeille.
- Bion, en Obras Poéticas, Madrid, Imprenta Real, 1804, tomo I, pp. 57-109. Traducción de Bion, comédie en un act et en vers, mêlée de musique (1803) con libreto de François-Benoît Hoffman y música de Étienne Méhul.
- La dama colérica o novia impaciente. Comedia en prosa en un acto, Barcelona, Juan Francisco Piferrer, s.a. Traducción de La jeune femme colère, comédie en un acte et en prose (1804) de Charles-George Étienne.
- La intriga epistolar. Comedia en tres actos y verso, manuscrito 21.261 (1), 84 fols., Biblioteca Nacional de España. Traducción de L'intrigue épistolaire, comédie en cinq acts et en vers (1792), de Philippe Fabre d'Églantine.[13]

### Ediciones modernas
- Safo. Zinda. La familia a la moda, edición de Fernando Doménech, Madrid, Asociación de Directores de Escena de España, 1995.
- Safo, edición de Daniel Whitaker, Dieciocho, 18,2 (1995), pp. 189-210.
- La familia a la moda: Comedia en tres actos y en verso, edición de René Andioc, Salamanca, Plaza Universitaria, 2001.
- «Safo. El egoísta», en Aurora Luque y José Luis Cabrera, El valor de una ilustrada. María Rosa de Gálvez, Málaga, Ayuntamiento de Málaga, 2005, pp. 143-271.
- Ali-Bek, Sevilla, La Máquina China, 2007.
- Poesías: María Rosa de Gálvez, edición de Aurora Luque, Málaga, Diputación Provincial de Málaga, 2007.
- Amnón, Málaga, Universidad de Málaga, 2009.
- Holocaustos a Minerva. Obra escogida, edición de Aurora Luque, Málaga, Fundación Lara, 2013.
- Un loco hace ciento, edición de Ana María Marcos. Biblioteca Virtual de Andalucía.
- Tres tragedias, edición de Fernando Doménech. Madrid, Cátedra, 2024.

## María Rosa de Gálvez en la literatura
María Rosa de Gálvez es el personaje principal de la novela histórica "La Jugada Maestra" escrita por Sofía Tarazón Arenas.